# 史蒂文·B·史密斯
史蒂文·B·史密斯（英語：Steven B. Smith，1951年—）是一位美国政治学家，耶鲁大学阿爾弗雷德·考爾斯讲席教授。他在田纳西大学查塔努加分校获得本科学位，在杜伦大学获得硕士学位，1981在芝加哥大学获得博士学位，1984年进入耶鲁大学，1996至2011年任布兰福德学院院长，在耶鲁大学开放课程中有开设24节课的《政治哲学导论》（Introduction to Political Philosophy）。